# Turbinaria heronensis
Turbinaria heronensis е вид корал от семейство Dendrophylliidae. Видът е уязвим и сериозно застрашен от изчезване.

## Разпространение и местообитание
Разпространен е в Австралия, Индонезия, Малайзия, Папуа Нова Гвинея, Фиджи и Филипини.
Обитава океани и рифове в райони със субтропичен климат. Среща се на дълбочина от 2 до 15 m, при температура на водата от 24,1 до 26,7 °C и соленост 35 – 35,5 ‰.